# 애런 헤인즈
애런 헤인즈(영어: Aaron Haynes, 1981년 4월 1일 ~ )는  전  미국인 농구 선수이다.